# Negative Rückkopplung

Veränderung der Größe der Pupille wirkt als negative Rückkopplung regulierend auf den Lichteinfall ins Auge. Je mehr Licht einwirkt, desto kleiner, je weniger Licht einwirkt, desto größer wird die Pupille.

Simples Beispiel für eine negative Rückkopplung in der Technik. Die Entleerung eine WC-Spülkastens bewirkt über einen an einem Hebel befestigten "Schwimmer", dass der Wasserzulauf geöffnet wird. Wenn der Spülkasten bis oben gefüllt ist, wird der Wasserzulauf wieder geschlossen.

Die negative Rückkopplung, auch Gegenkopplung genannt, bezeichnet das charakteristische Merkmal eines Regelkreises: Die gefilterte Rückführung der Ausgangsgröße UA eines Systems mit verstärkender Eigenschaft auf dessen Eingang, um dort dem Eingangssignal UE entgegenzuwirken. Negative Rückkopplung als wesentlichen Bestandteil der Regulation findet man sowohl in der Biologie als auch in der Technik und im Wirtschaftsleben. Exemplarisch sind derartige Mechanismen bestimmend in der Physiologie, der Populationsentwicklung, aber auch in vielen technischen Anwendungen und in Wirtschaftssystemen anzutreffen. Bei der positiven Rückkopplung wirkt das Ausgangssignal mit Eingangssignal verstärkend. Üblicherweise dienen negative Rückkopplungen in technischen Anwendungen auch der Sicherheit, da sie Systeme in einen sicheren – oder wenigstens beherrschbaren – Grundzustand überführen. Positive Rückkopplungen hingegen können zur Zerstörung der Anlage und Schäden darüber hinaus führen – wie beispielsweise beim thermischen Durchgehen von Batterien oder Leistungsexkursionen von Kernreaktoren. Basiert die Rückkopplung auf physikalischen Gesetzen und nicht auf technischen Einrichtungen spricht man auch von inhärenter Stabilität oder passiver Sicherheit.

## Biologie

- In der Botanik findet sich das Prinzip der negativen Rückkopplung beispielsweise beim Verschließen der Spaltöffnungen grüner Blätter bei Trockenheit. Durch die Spaltöffnungen soll Wasser verdunsten, damit der nach oben nachströmende kapillare Saftstrom in der Pflanze aufrechterhalten wird. Aber wenn die Wasserversorgung so schlecht ist, dass die Schließzellen nicht mehr turgeszent sind, schließen sich die Öffnungen und die Verdunstung wird stark verringert als Gegenregulation.
- In der Zoologie und Humanbiologie gibt es als Beispiele das Sättigungsgefühl, infolgedessen (im günstigen Falle) die Nahrungsaufnahme beendet wird, oder auch die Adaptation des Auges an hohen Lichteinfall. In der Endokrinologie wirken die in den Hormondrüsen gebildeten Hormone als Endprodukte hemmend auf die im Gehirn gebildeten Steuerungs- bzw. Releasing-Hormone zurück, beispielsweise beim Regelkreis der Schilddrüsenfunktion und bei der Regulierung der Bildung der Sexualhormone. In der Stoffwechselphysiologie spielt die Regulation der Enzymaktivität eine lebenswichtige Rolle, hier gibt es die Endprodukthemmung als negative Rückkopplung. Negative Rückkopplungen sind auch bei der Regulation der Körpertemperatur essenziell. Bei der Entstehung biologischer Rhythmen wie beispielsweise der Anpassung der circadianen Rhythmik bei Pflanzen, Tieren und Menschen an den Rhythmus von Tag und Nacht gibt es durch die physiologische Reizbarkeit ermöglichte negative Rückkopplungen.[1] 
Bei Wachstumsvorgängen wirkt die Ressourcenverknappung als Gegenkopplung begrenzend.
- Aus der Populationsbiologie gibt es das vereinfachte Beispiel eines Gewässers mit Raubfischen, die sich vermehren. Durch das Erbeuten kleinerer Fische reduziert sich die pro Raubfisch individuell verfügbare Nahrungsmenge, was ein weiteres Populationswachstum verlangsamt, stoppt oder gar umkehrt (Beispiel: Wator). Eine Nahrungsverknappung kann allerdings auch eintreten, wenn die Raubfische sich nicht vermehren. Ein Rückgang einer Räuberpopulation tritt nicht ein, wenn die Räuber nach Dezimierung einer Beuteart auf andere Beutearten umsteigen können, denn dann unterbleibt die negative Rückkopplung durch Nahrungsverknappung. Bei der Räuber-Beute-Beziehung finden sich komplexere Regelkreise.

Bei lebenden Organismen ermöglicht die Regulierung durch negative Rückkopplung die für die Aufrechterhaltung des Lebens erforderliche Homöostase.

## Technik
- Der Temperaturregler eines Heizungssystems reduziert beim Erreichen einer bestimmten Temperatur die Zufuhr weiterer Energie. Auf diese Weise wird der weitere Temperaturanstieg gebremst.
- Ein negativer Dampfblasenkoeffizient führt dazu, dass bei (durch steigende Leistung hervorgerufene) steigender Temperatur des Kühlmittels die Leistung sinkt. Dies ist ein wichtiges Sicherheitsmerkmal von Kernkraftwerken. Ein stark positiver Dampfblasenkoeffizient war einer von mehreren Faktoren, welcher zum Reaktorunglück von Tschernobyl führte.
- In elektronischen Verstärkern mit Bauelementen wie Transistor, Elektronenröhre oder Operationsverstärker wird durch Gegenkopplung eine Linearisierung der Übertragungs-Kennlinie erreicht, dies führt zu einer Verringerung der Verzerrungen (Klirrfaktor) und einer Linearisierung des Frequenzgangs. Zugleich ist das Ausgangssignal nicht mehr so stark von den Verstärkungseigenschaften des aktiven Bauelements bestimmt. Dabei ist zu beachten, dass bei hohen Frequenzen wegen der unvermeidlichen Phasenverschiebung aus der negativen Rückkopplung eine positive Rückkopplung wird. Das kann zu unerwünschten Oszillationen führen, wenn die Gesamtverstärkung nicht ausreichend durch Frequenzkompensation reduziert wird.

Bei verzerrenden Verstärkern kann eine lineare Rückkopplung mit zunehmender Verstärkung zu einem weniger verzerrenden Gesamtsystem führen. Im Extremfall unendlicher Verstärkung ergibt sich ein lineares Gesamtsystem trotz nichtlinearer Verstärkung, angewandt als Operationsverstärker-Schaltung in der elektrischen Messtechnik.

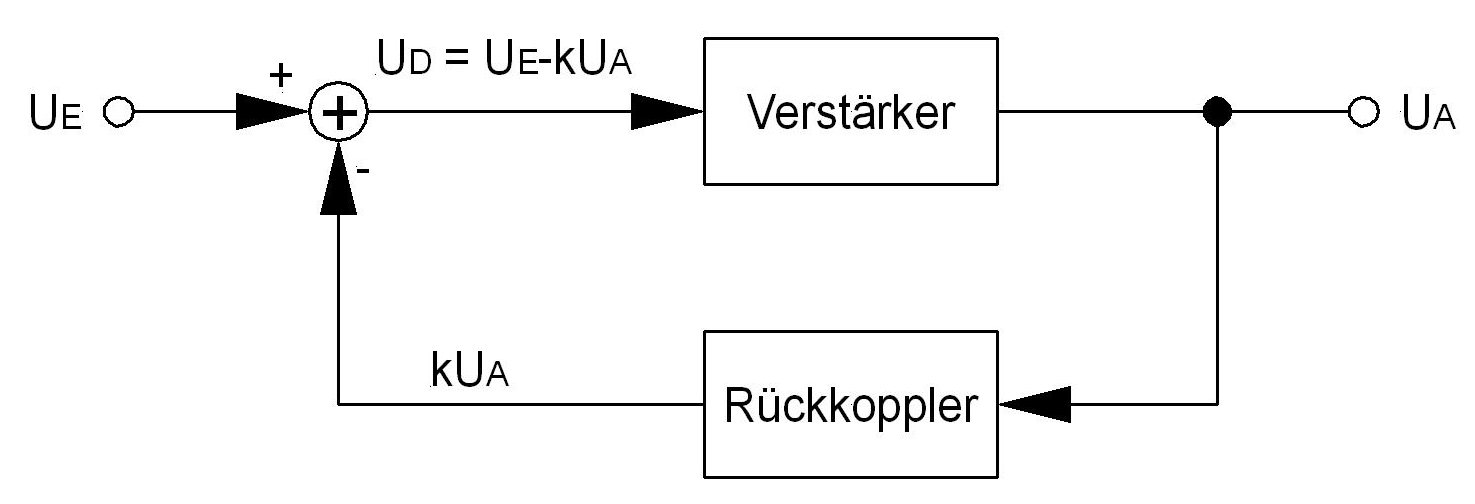
Prinzip der Gegenkopplung

### Spannungsgegenkopplung eines Operationsverstärkers
Operationsverstärker (OP) werden so konstruiert, dass die technischen Daten einer Gesamtschaltung fast ausschließlich durch die äußere Beschaltung des OP definiert werden können. Aus diesem Grund lassen sich ihre Eigenschaften besonders einfach und übersichtlich beschreiben.

### Allgemeine Stabilität

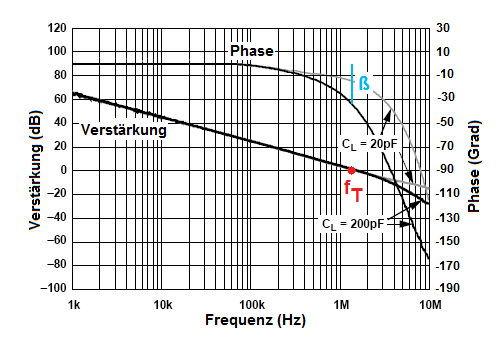
Verstärkung und Phasenverschiebung eines nicht rückgekoppelten Operationsverstärkers für unterschiedliche kapazitive Belastungen.

Bei jedem Operationsverstärker verringert sich die Verstärkung mit steigender Frequenz und das Ausgangssignal folgt mit einer gewissen Verzögerung den Änderungen der Eingangsspannung. Weil die genauen Daten die Auslegung der Gegenkopplung maßgeblich beeinflussen, werden sie in jedem Datenblatt angegeben:
- Bei der Transitfrequenz fT ist die Verstärkung auf den Wert 1  (oder 0 dB) gesunken (roter Punkt im Bild). Bei noch höherer Frequenz kann die Rückkopplung den OP gemäß dem Stabilitätskriterium von Barkhausen nicht mehr zum Oszillieren bringen.
- Bei sinusförmiger Eingangsspannung ist die Ausgangsspannung phasenverschoben. Die Phasenverschiebung wird durch den Winkel β dargestellt (blauer Balken darüber). Wenn β für alle f < fT im Bereich −180° < β < 0 bleibt und die externe Gegenkopplungsschaltung keine weitere Phasenverschiebung addiert, kann der OP nicht oszillieren.

Die Differenz 180°-|β| bezeichnet man als Phasenrand oder auch Phasenreserve φ (engl.: Phase margin), als Kennzahl, wie problemlos der Verstärker arbeiten wird. Je näher dieser Wert bei 180° liegt, desto stabiler arbeitet die Gegenkopplung. Je größer β wird, desto geringer ist φ und die Schaltung reagiert nach Sprüngen der Signalamplitude immer „nervöser“, am Verstärkerausgang kann man stärkeres Überschwingen beobachten. Wenn φ negativ wird, ist aus der Gegenkopplung eine Mitkopplung geworden und der Verstärker wirkt als Oszillator. In der Regelungstechnik wird empfohlen, dass der Phasenrand bei etwa 50° liegen soll.
Der Wert von β lässt sich durch interne oder externe Frequenzkompensation des Operationsverstärkers beeinflussen.

### Verringerung der Verstärkung

Schaltbild eines gegengekoppelten, nichtinvertierenden Verstärkers

In der nebenstehenden Schaltung erzeugt der Spannungsteiler den Anteil
{\displaystyle \alpha ={\frac {R_{1}}{R_{1}+R_{2}}}}
der Ausgangsspannung Ua. Dabei gilt 0 < α ≤ 1. Der rückgekoppelte Anteil wird im OP von der Signalspannung Ue subtrahiert und die Differenz erscheint um den Faktor V verstärkt am Ausgang als Ua. Löst man die entsprechende Gleichung auf, folgt daraus
{\displaystyle U_{a}=U_{e}\cdot {\frac {1}{\alpha +{\frac {1}{V}}}}\approx {\frac {U_{e}}{\alpha }}}
Die Näherung ist meist genau genug, wenn die Verstärkung des OpAmp 105 übersteigt. Dann wird die Gesamtverstärkung der Schaltung Ua/Ue praktisch nur durch die Gegenkopplung festgelegt. Es mag überraschen, dass die Verstärkung absichtlich verringert wird. Damit erkauft man sich enorme Vorteile: Die Bandbreite wird vergrößert, Fertigungstoleranzen des OP haben keine Bedeutung und die Kennlinie des OP wird linearisiert (weniger Verzerrungen).

### Unabhängigkeit von Parametern
Die Eigenschaften elektronischer Bauelemente sind temperaturabhängig, sie streuen herstellungsbedingt und durch Alterung. Wenn sich beispielsweise die open-loop-Verstärkung V des OPs halbiert, ändert sich die Gesamtverstärkung nur unwesentlich. Die Verstärkung des Operationsverstärkers selbst ist meist nicht linear und wäre eigentlich Anlass für Signalverzerrungen. Weil aber Operationsverstärker immer stark gegengekoppelt verwendet werden, zählen sie zu den linearsten Schaltungen. Es reicht, wenn die Verstärkung in der Umgebung des Nullpunkts (Differenzspannung der beiden Eingänge) deutlich größer als die Gesamtverstärkung der Anwendung ist. Nur durch den systematischen Einsatz von Gegenkopplung werden die Eigenschaften von analogen Verstärkern reproduzierbar.

### Verringerung des Ausgangswiderstandes
Wird der Ausgang eines Verstärkers belastet, sinkt die Ausgangsspannung. Die Schaltung verhält sich so, als ob die Ursache ein nicht überbrückbarer Innenwiderstand Ra unmittelbar vor dem Ausgang wäre. Eine Spannungsgegenkopplung informiert sozusagen den Verstärkereingang über den Spannungsverlust, der daraufhin so viel mehr Spannung bereitstellt, dass die Sollspannung wieder fast hergestellt ist. Insgesamt wird der effektive Innenwiderstand verringert auf
{\displaystyle R_{\mathrm {eff} }={\frac {R_{a}}{1+\alpha \cdot V}}}
Beispiel: Ein Operationsverstärker besitzt die Leerlaufverstärkung V = 105 und Ra = 20 Ω. Wenn ein Spannungsteiler mit α = 0,01 gewählt wird, beträgt der effektive Ausgangswiderstand nur noch Reff = 0,02 Ω. Diese Verringerung ist bei den meisten Anwendungen sehr erwünscht.
Wenn eine Erhöhung des Ausgangswiderstandes notwendig ist, kann das durch eine Stromgegenkopplung erreicht werden (siehe Konstantstromquelle).

### Vergrößerung der Bandbreite

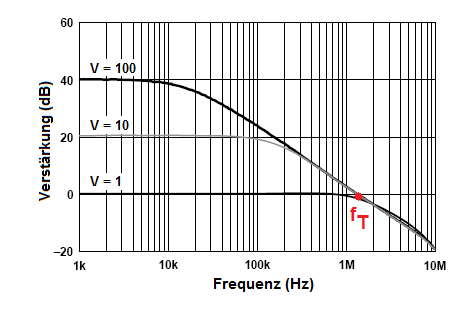
Mit sinkender Verstärkung vergrößert sich die Bandbreite. Unter Bandbreite versteht man den Bereich konstanter Verstärkung.

Bei einem gegengekoppelten Verstärker ist das Verstärkungs-Bandbreite-Produkt konstant und heißt Transitfrequenz fT. Eine Änderung der Gegenkopplung wirkt sich auf die Verstärkung und damit auf die Bandbreite aus.
- Wenn die Verstärkung eines OP mit fT = 1,3 MHz durch (schwache) Gegenkopplung auf V = 100 eingestellt wird, besitzt er eine Bandbreite von 13 kHz.
- Sinkt bei stärkerer Gegenkopplung die Verstärkung auf 10, vergrößert sich die Bandbreite auf 130 kHz.
- Bei stärkstmöglicher Gegenkopplung (α = 1), dem Impedanzwandler, reicht die Bandbreite bis fT.

### Verringerung der Verzerrungen
Bei keinem Verstärker (ohne Gegenkopplung) ist die Ausgangsspannung exakt proportional zur Eingangsspannung, ein Zusammenhang, der in Form einer gekrümmten Kennlinie dargestellt wird. Je stärker die Krümmung, desto größer sind Oberwellengehalt und Klirrfaktor k der Ausgangsspannung. Beides kann mittels Gegenkopplung reduziert werden. Da bei einem OP die „open-loop-Verstärkung“ (ohne Gegenkopplung) immer größer als 10000 ist, kann eine starke Gegenkopplung gewählt werden und es gilt für den Klirrfaktor:
{\displaystyle k_{\mathrm {eff} }\approx k\cdot \alpha }
Wenn anstelle des OP ein Transistor oder eine Röhre mit erheblich geringerer Grundverstärkung von nur etwa 50 verwendet wird, kann der Klirrfaktor durch Gegenkopplung nicht beliebig gesenkt werden. Eine weitere Besonderheit ist zu beobachten, wenn statt des OP ein Bauelement mit quadratischer Kennlinie wie beispielsweise ein Feldeffekttransistor verwendet wird:
- Ohne Gegenkopplung dominiert die quadratische Verzerrung (4 %), während die kubische Verzerrung kaum messbar ist (0,04 %).
- Bei geringer Gegenkopplung sinkt die quadratische Verzerrung auf beispielsweise 2 %, wogegen die kubische Verzerrung zunächst auf 0,1 % steigt.
- Mit wachsender Gegenkopplung sinken beide Arten. Da der quadratische Anteil immer überwiegt, kann der Klirrfaktor wegen der geringen Grundverstärkung auch bei sehr starker Gegenkopplung nicht unter etwa 1 % gesenkt werden. Aus diesem Grund ist es meist besser, mehrere Stufen durch eine starke „Über-alles-Gegenkopplung“ zusammenzufassen, als jede Verstärkerstufe separat gegenzukoppeln.

### Grenzen der Gegenkopplung

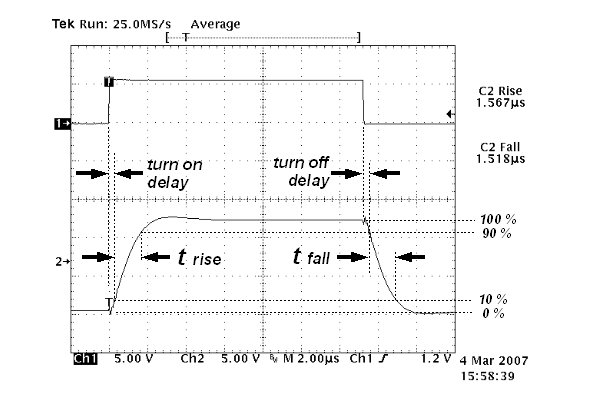
Ein Rechtecksignal am Eingang eines Verstärkers (obere Kurve) erzeugt ein verzögertes und abgerundetes Signal am Ausgang.

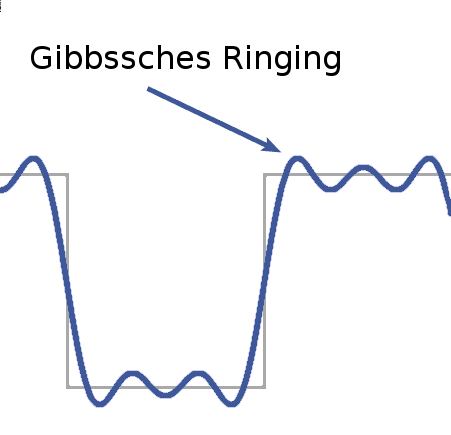
Gibbssches Phänomen bei einer Rechteckschwingung

Gegengekoppelte Verstärker zeigen bei Dauersignalen mit geringen Amplitudenänderungen meist gutartiges Verhalten. Das Zeitverhalten kann dagegen Überraschungen enthalten, wenn ein Impuls (einmaliger, steilflankiger Vorgang, Teil eines Rechtecksignals) den Eingang eines gegengekoppelten Verstärkers erreicht. Der Grund dafür ist im sehr breitbandigen Spektrum einer Rechteckschwingung zu suchen, das sich kaum schwächer werdend bis zu extrem hohen Frequenzen erstreckt. Ein OP verstärkt aber nicht mehr jenseits seiner Transitfrequenz fT und es vergeht eine kurze Zeitspanne, bis das verstärkte Signal am Ausgang erscheint. Das hat nichts mit Übersteuerung und den daraus folgenden noch gravierenderen Auswirkungen zu tun.
Während dieser Zeit hat die Gegenkopplung keine Wirkung (die Schleife ist „offen“), anschließend wird eine „rundlichere“ Funktion mit geringerer Anstiegsgeschwindigkeit vom Eingangssignal subtrahiert, was durch eine kapazitive Last am Ausgang noch verschlimmert wird.
Die hochfrequenten Spektralfrequenzen jenseits von fT können prinzipiell nicht durch Gegenkopplung kompensiert werden. Dieses führt zu transienten Signalabweichungen (sog. „Überschwinger“, auch Gibbssches Phänomen), die umso größer sind, je näher der Verstärker an seiner Instabilitätsgrenze (Phasenrand) arbeitet.
Das Phasenverhalten wird auch durch die Last beeinflusst, weshalb Audioverstärker besonders betroffen sind, da die an ihnen betriebenen Lasten (Lautsprecherbox) einen stark frequenzabhängigen Impedanzverlauf haben.
Es wurden auch Verfahren entwickelt, gewisse Nachteile der Gegenkopplung durch zusätzliche Schaltungen zu umgehen bzw. kompensieren.

### Gegenkopplung bei problematischen Verstärkern

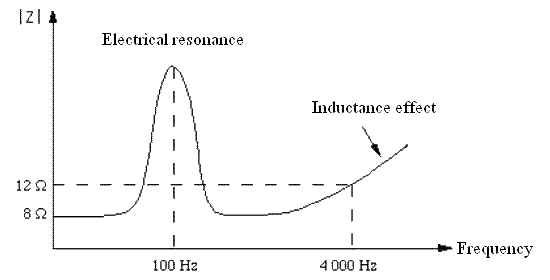
Der Impedanzverlauf eines Lautsprechers als Funktion der Frequenz zeigt die Auswirkung der Eigenresonanz. Bei dieser Frequenz tritt unerwünschte Phasenverschiebung auf.

Probleme treten immer dann auf, wenn die Phasenverschiebung keinen so glatten Verlauf zeigt wie im obersten Bild. Das trifft auf alle RC-gekoppelten Verstärker zu, die eine obere und untere Frequenzgrenze besitzen. Hier kann bereits bei schwacher Gegenkopplung ein „Phase margin“ von fast Null erreicht werden, was mitunter zur Anhebung tiefer Frequenzen erwünscht ist („bass booster“). Probleme an der oberen Frequenzgrenze gibt es immer beim Einsatz von Ausgangstransformatoren in Röhrenverstärkern, die in der Umgebung der Eigenresonanzen für starke Phasenverschiebungen sorgen. Falls der Trafo bei 20 kHz eine Phasenverschiebung von 180° erzeugt (Phasenrand φ = 0°), wird aus der Gegenkopplung eine Mitkopplung und die Schaltung schwingt. Es gibt nur zwei Gegenmittel:
- Die Verstärkung wird ausreichend weit vor 20 kHz abgesenkt, wie es vom Stabilitätskriterium von Barkhausen gefordert wird. Diese Höhenabsenkung ist meist unerwünscht.
- Die Gegenkopplung wird so schwach eingestellt werden, dass sie fast wirkungslos ist.

## Wirtschaft
Im Wirtschaftsleben gibt es eine Regulierung des Angebots durch die Nachfrage an einem Produkt. Bei anfangs hoher Nachfrage an einem neuen Produkt wird auch das Angebot erhöht, aber eine dann eintretende Sättigung des Marktes wirkt in der Weise als negative Rückkopplung, dass die Produktion wegen nachlassender Nachfrage nicht mehr erhöht wird oder auch verringert werden muss (siehe auch Marktgleichgewicht). Das Wirtschaftswachstum kann sowohl in Bezug auf die Nachfrage als auch in Bezug auf die Produktionskapazitäten durch Sättigung als negative Rückkopplung zum Stillstand kommen.